# Freeheld
Freeheld – amerykański krótkometrażowy film dokumentalny w reżyserii Cynthia Wade, nagrodzony Oskarem w kategorii Najlepszy Krótkometrażowy Film Dokumentalny za 2007 rok. Dokument relacjonuje historię umierającej na raka płuc lesbijki Laurel Hester walczącej z legislaturą hrabstwa Ocean w New Jersey o przyznania jej życiowej partnerce Stacie Andree prawa do świadczeń emerytalnych należnych Laurel. Hester zmarła miesiąc po zakończeniu tej batalii i rok przed nagrodzeniem filmu Oskarem.